# Korytne (Wyschnyzja)
Korytne (ukrainisch Коритне; russisch Корытно Korytno, rumänisch Vilaucea, deutsch (bis 1918) Willawcze) ist ein Dorf in der ukrainischen Oblast Tscherniwzi mit etwa 2300 Einwohnern (2023).

## Geschichte

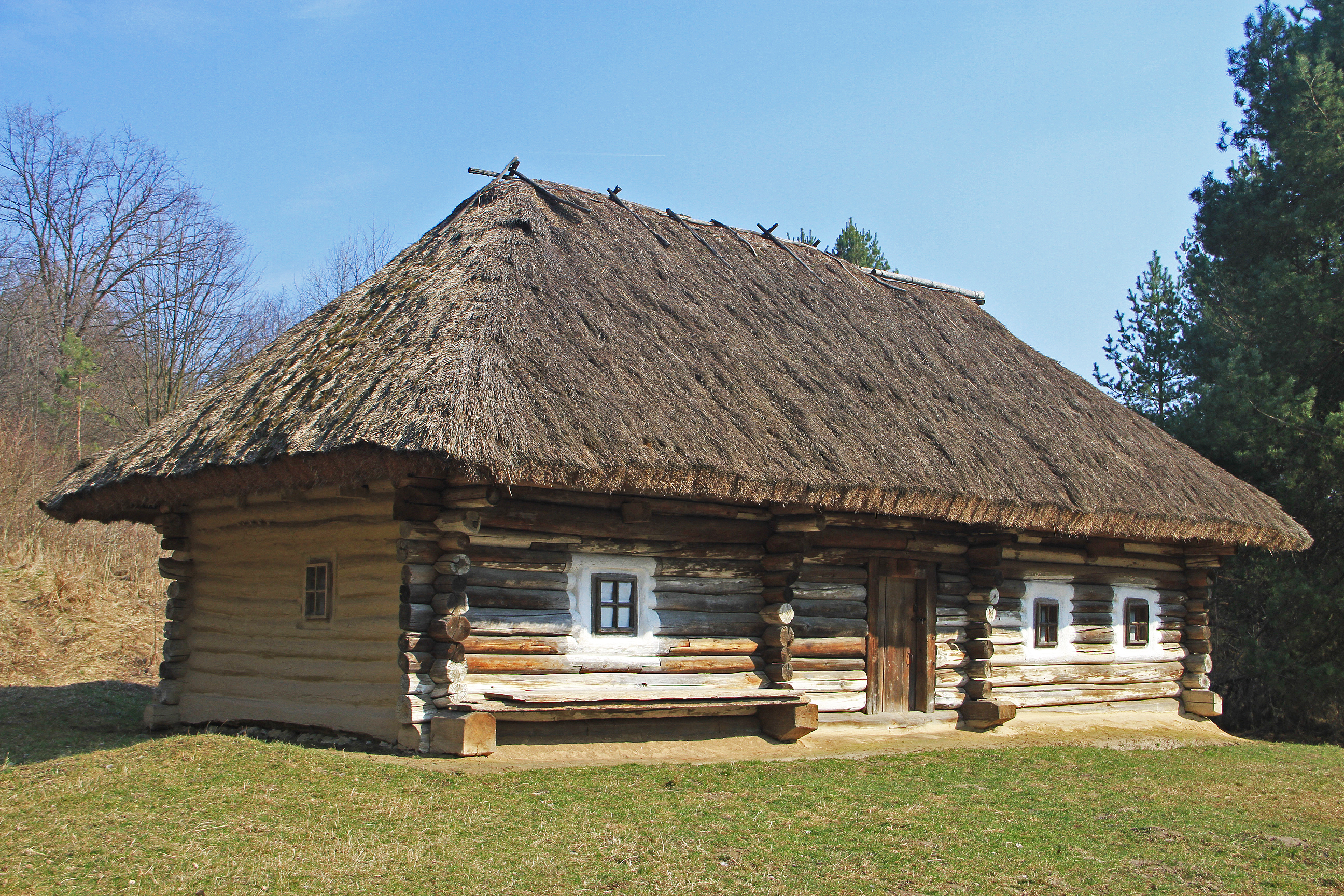
Bauernhaus aus dem 19. Jahrhundert aus dem Dorf Korytne im Pirogow-Freilichtmuseum

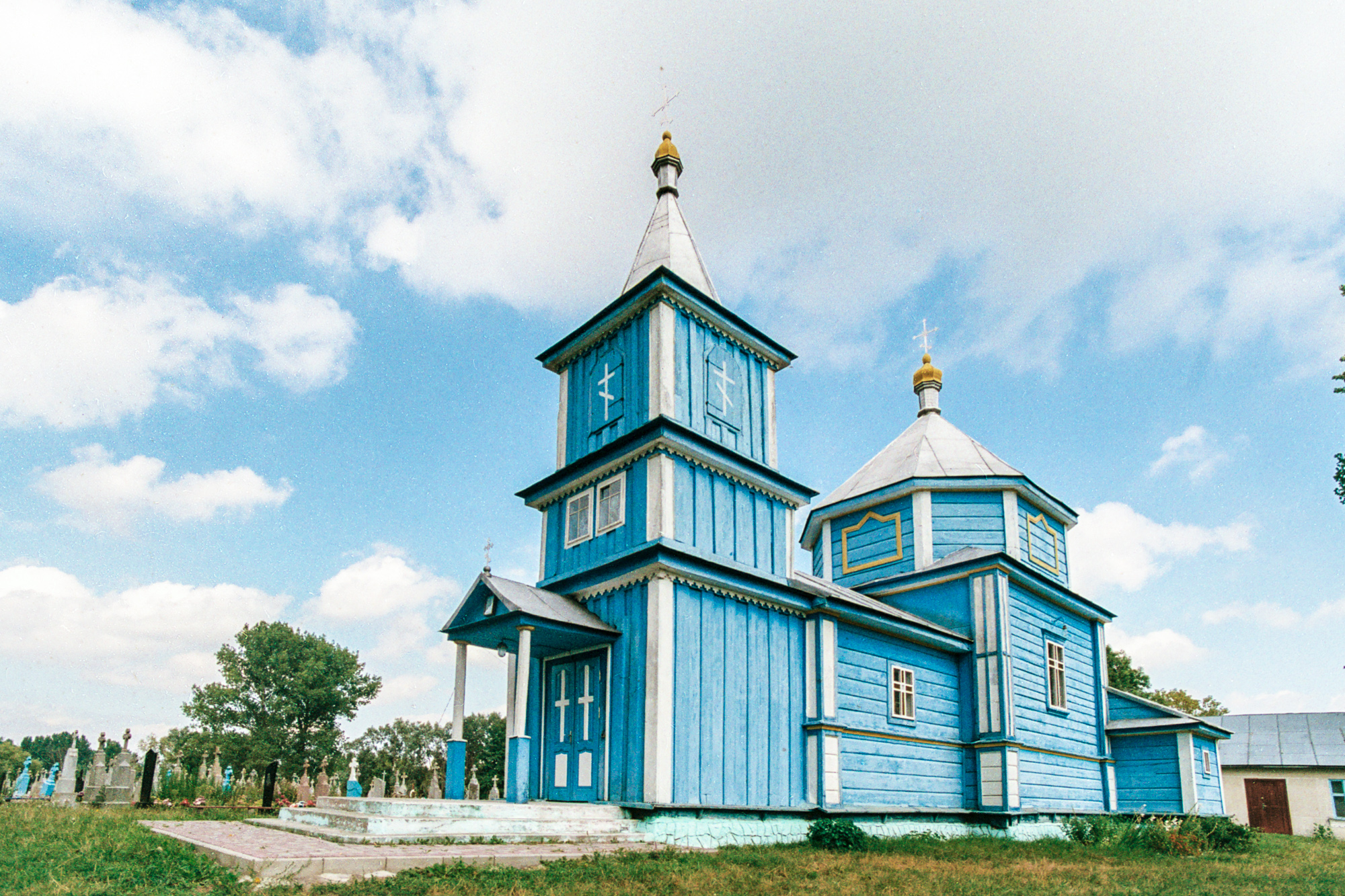
Denkmalgeschützte Kirche der Geburt der Jungfrau im Dorf

Das erstmals 1433 schriftlich erwähnte Dorf hieß bis 1946 Wylawtsche/Welawtsche (Вилавче/Велавче).
Bis 1774 gehörte das Dorf zum Fürstentum Moldau, war anschließend bis 1918 ein Teil Österreich-Ungarns und gehörte von 1849 an zum Kronland Bukowina.
Nach dem Ersten Weltkrieg kam der Ort zu Rumänien  und 1940 wurde das Dorf, im Zuge der Annexion der Nordbukowina, bis 1991 Teil der Ukrainischen SSR innerhalb der Sowjetunion, mit Ausnahme der rumänischen Besatzung in den Kriegsjahren 1941 bis 1944. Seit 1991 ist Korytne Teil der unabhängigen Ukraine.
In den 1880er Jahren wurde die Ortschaft wiederholt vom ukrainischen Schriftsteller Jurij Fedkowytsch besucht.

## Geografische Lage
Die Ortschaft liegt am Ufer der Bereschnyzja (Бережниця), einem 21 km langen, rechten Nebenfluss des Tscheremosch, 22 km nordöstlich vom Rajonzentrum Wyschnyzja und etwa 50 km westlich vom Oblastzentrum Czernowitz.
Am 12. Juni 2020 wurde das Dorf ein Teil der neu gegründeten Landgemeinde Banyliw im Rajon Wyschnyzja, bis dahin bildete es zusammen mit dem Dorf Bereschonka (Бережонка, ⊙) mit etwa 940 Einwohnern gehört die Landratsgemeinde Korytne (Коритненська сільська рада/Korytnenska silska rada) im Norden des Rajons.

## Söhne und Töchter der Ortschaft
- Onufrij (* 1944), Metropolit von Kiew und der ganzen Ukraine der Ukrainisch-Orthodoxen Kirche Moskauer Patriarchats